# Крістіан Пулхак
Крістіа́н Пулха́к (рум. Cristian Pulhac; нар. 17 серпня 1984 року, Ясси, Румунія) — румунський футболіст, захисник польського клубу «Завіша» з Бидгощі.

## Титули і досягнення
- Чемпіон Румунії (1):

«Динамо» (Бухарест): 2006–07
- Володар Кубка Румунії (2):

«Динамо» (Бухарест): 2004–05, 2011–12
- Володар Суперкубка Румунії (2):

«Динамо» (Бухарест): 2005, 2012